# نیدرفیباخ
نیدرفیباخ (به آلمانی: Niederviehbach) یک شهر در آلمان است که در دینگولفینگ-لینداو واقع شده‌است.

## خصوصیات
نیدرفیباخ ۲۹٫۶۲ کیلومترمربع مساحت دارد ۳۹۲ متر بالاتر از سطح دریا واقع شده‌است.